# Tsuneo Enari
Tsuneo Enari (江成 常夫, Enari Tsuneo), né en 1936 à Sagamihara, est un photographe japonais.

## Biographie
Tsuneo Enari est diplômé en 1962 de l'université d'économie de Tokyo ; il travaille comme journaliste pour le quotidien  de Tokyo Mainichi shinbun jusqu'en 1974. Il le quitte pour devenir photographe indépendant.

## Livres de photographies
- (ja) (en) 花嫁のアメリカ歳月の風景 : 1978-1998 [Hanayome no Amerika saigetsu no fūkei : 1978-1998] / Japanese war brides in California : 1978-1998, Tōkyō, Shūeisha, 2000, 229 p.  (ISBN 4-08-781199-9) : livre de photographies sur les épouses de guerre japonaises vivant aux États-Unis[2].
- (ja) (en) ヒロシマ万象 [Hiroshima banshō] / Sleeping souls of Hiroshima, Tōkyō, Shūeisha, 2002, 178 p.  (ISBN 4-10-404703-1)
- (ja) (en) 鬼哭の島 [Kikoku no shima] / The island of silent cries, Tōkyō, Asahi shinbun shuppan, 2011, 318 p.  (ISBN 978-4-02-330943-2) : sur l’histoire des enfants japonais abandonnés sur place à la fin de la Seconde Guerre mondiale en 1945 lorsque l’Union Soviétique envahit le Mandchoukouo, provoquant l’exode de la population japonaise stationnée en Mandchourie.

## Expositions

### Expositions personnelles
- 23 juillet - 25 septembre 2011 : Japan and its Forgotten War: Showa, Musée métropolitain de la photographie, Tokyo[3].
- 2 décembre 2017 - 2 janvier 2018 : War Orphans, Festival international de photographie de Lianzhou, Chine[4].

### Expositions collectives
- 19 juin - 20 septembre 2015 : When we share more than ever, Museum für Kunst und Gewerbe, Hambourg[5].
- 30 août 2021 - 28 janvier 2022 : Flash of Light, Wall of Fire, Dolph Briscoe Center for American History, Université du Texas, Austin[6].

## Distinctions
- 1980 : prix Kimura Ihei.
- 1985 : prix Ken-Domon.
- 1995 : Prix Mainichi des arts.
- 2010 : Ordre du Soleil levant.